# جان مک‌کینلی
جان مک‌کینلی (به انگلیسی: John McKinley) سناتور سابق عضو حزب دموکرات ایالات متحده آمریکا بود. وی در سال ۱۸۲۶ تا ۱۸۳۱ و ۱۸۳۷ میلادی سناتور ایالت آلاباما در سنای ایالات متحده آمریکا بود.